# Surviv.io
Surviv.io è stato un videogioco di battle royale online multiplayer basato su browser gratuito sviluppato da Justin Kim e Nick Clark. È stato pubblicato a ottobre 2017 sul suo sito web, a ottobre 2018 per iOS e a novembre 2018 per dispositivi Android. Simile ad altri titoli del genere battle royale, i giocatori combattono contro altri giocatori su una grande mappa da una prospettiva dall'alto verso il basso, alla ricerca di rifornimenti e armi. Il gioco supportava anche le modalità squadra a due o quattro giocatori e poteva essere giocato anche su browser mobili.

## Modalità di gioco
I giocatori, chiamati anche "Sopravvissuti", sono rappresentati da figure circolari su un campo da gioco a griglia 2D, circondato da una "zona rossa" circolare che si restringe man mano che il gioco procede. I giocatori iniziano solo con i pugni, mentre equipaggiamenti extra come armature, zaini e armi possono essere trovati attraverso la mappa in casse, case e altri edifici. Le armi spaziano da fucili da caccia a corto raggio e fucili a pompa a fucili d'assalto, coltelli, asce e granate a lungo raggio. Si possono trovare ambiti che offrono ai giocatori una visione più ampia di ciò che li circonda.

## Sviluppo
Surviv.io è sviluppato da Justin Kim e Nick Clark. Kim ha affermato che la loro filosofia di progettazione durante lo sviluppo del gioco era quella di consentire al giocatore di entrare in un gioco il più velocemente possibile minimizzando il tempo tra una partita e l'altra. Il gioco viene regolarmente aggiornato con nuovi oggetti e mappe e occasionalmente ospita eventi a tempo limitato con speciali modalità di gioco.

## Accoglienza
PC Gamer ha elogiato il ritmo frenetico del gioco e i brevi tempi di matchmaking, e lo ha definito "uno dei giochi BR più divertenti là fuori".
Ben Burns, scrivendo per VG247, ha definito il gioco "il titolo di battle royale più popolare dopo Fortnite e PUBG".